# Коммерческая организация
Комме́рческая организа́ция — форма организации, в которой прибыль преследуется в качестве основной цели деятельности, в отличие от некоммерческой организации, которая не имеет целью извлечение прибыли и не распределяет полученную прибыль между участниками.
Коммерческие организации обладают всеми признаками, присущими юридическому лицу. Прежде всего, они обладают обособленным имуществом на правах собственности, хозяйственного ведения или оперативного управления, иного вещного права; имущество может быть арендованным. Как юридические лица они отвечают по своим обязательствам принадлежащим им имуществом; приобретают и осуществляют от своего имени имущественные и неимущественные права; несут обязанности; могут быть истцом и ответчиком в суде.
В законодательствах стран как правило определяется, какие организационно-правовые формы соответствуют коммерческим организациям, например, в российском Гражданском кодексе дан исчерпывающий перечень организационно-правовых форм коммерческих юридических лиц:
- хозяйственное товарищество — коммерческая организация с разделённым на доли (вклады) учредителей (участников) уставным капиталом; имущество, созданное за счёт вкладов участников, а также произведённое и приобретённое хозяйственным товариществом или обществом, находится в его собственности, варианты — полное товарищество, товарищество на вере (коммандитное), крестьянское (фермерское) хозяйство;
- хозяйственное общество — акционерное общество, публичное акционерное общество, непубличное акционерное общество, общество с ограниченной ответственностью;
- производственный кооператив;
- унитарное предприятие — на праве хозяйственного ведения, на праве оперативного управления;
- Хозяйственное партнёрство.

Участники коммерческих организаций имеют право участвовать в управлении ими, получать информацию об их деятельности, участвовать в распределении полученной прибыли, получать пропорциональную своему вкладу часть имущества, остающегося после ликвидации организации, иметь другие права по закону и в соответствии с уставными документами.